# Vöröstönkű galambgomba
A vöröstönkű galambgomba (Russula olivacea) a galambgombafélék családjába tartozó, Európában és Észak-Amerikában honos, lomb- és fenyőerdőkben élő, ehető gombafaj. 

## Megjelenése
A vöröstönkű galambgomba kalapja 8-16 cm széles, alakja eleinte domború, idősen laposan, középen benyomottan kiterül. Széle fiatalon behajló, később egyenes. Felszíne sima, száraz, matt. Színe fiatalon piszkos olívbarna, olívsárgás, idősen borvöröses, bíborbarna, gyakran foltos vagy koncentrikusan többszínű. A kalapbőr nem lehúzható.
Húsa vastag, kemény, törékeny. Színe fehér, idősen sárgás; sérülésre nem változik. Szaga nem jellegzetes vagy kissé gyümölcsös, íze kellemes, némileg diószerű.
Lemezei tönkhöz nőttek vagy felkanyarodók. Fiatalon fehérek és sűrű állásúak, idősen krémsárgásak és viszonylag ritkásak. A tönk közelében villásan elágazhatnak.
Tönkje 8-13 cm magas és 2,0-3,5 cm vastag. Alakja nagyjából egyenletesen hengeres. Színe fehéres, főként a felső részén halványrózsás, lilásvöröses, ritkán teljesen fehér. Felszíne sima vagy ráncolt.
Spórapora halványsárga. Spórája közel gömbölyű vagy tojásdad, felszíne szemölcsös, nem hálózatos, amiloid, mérete 8,5-10,5 x 7,5-9 µm. 

### Hasonló fajok
Az ízletes galambgomba és a sárgalemezű galambgomba hasonlít hozzá. 

## Elterjedése és termőhelye
Európában és Észak-Amerikában honos. Magyarországon nem ritka.
Savanyú talajú lomberdőben vagy fenyvesekben él, különösen bükk, ritkán luc alatt. Júniustól októberig terem. 
Ehető. Nyersen vagy nem kellően átsütve gyomorpanaszokat okozhat.

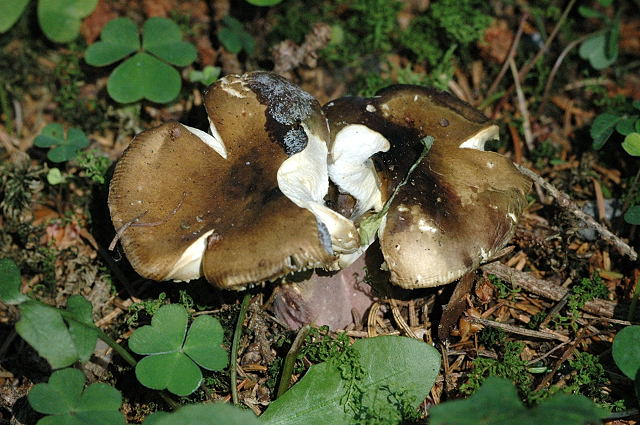
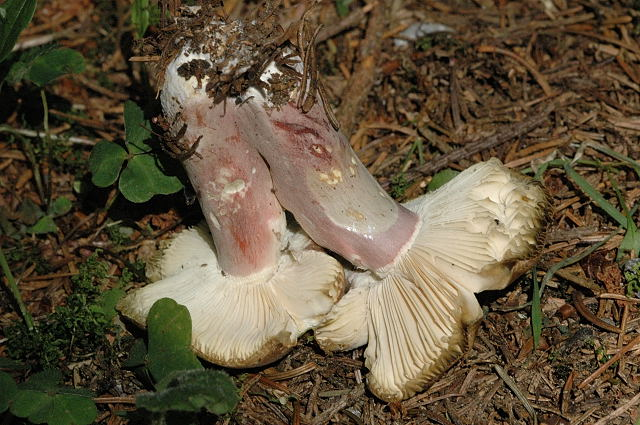
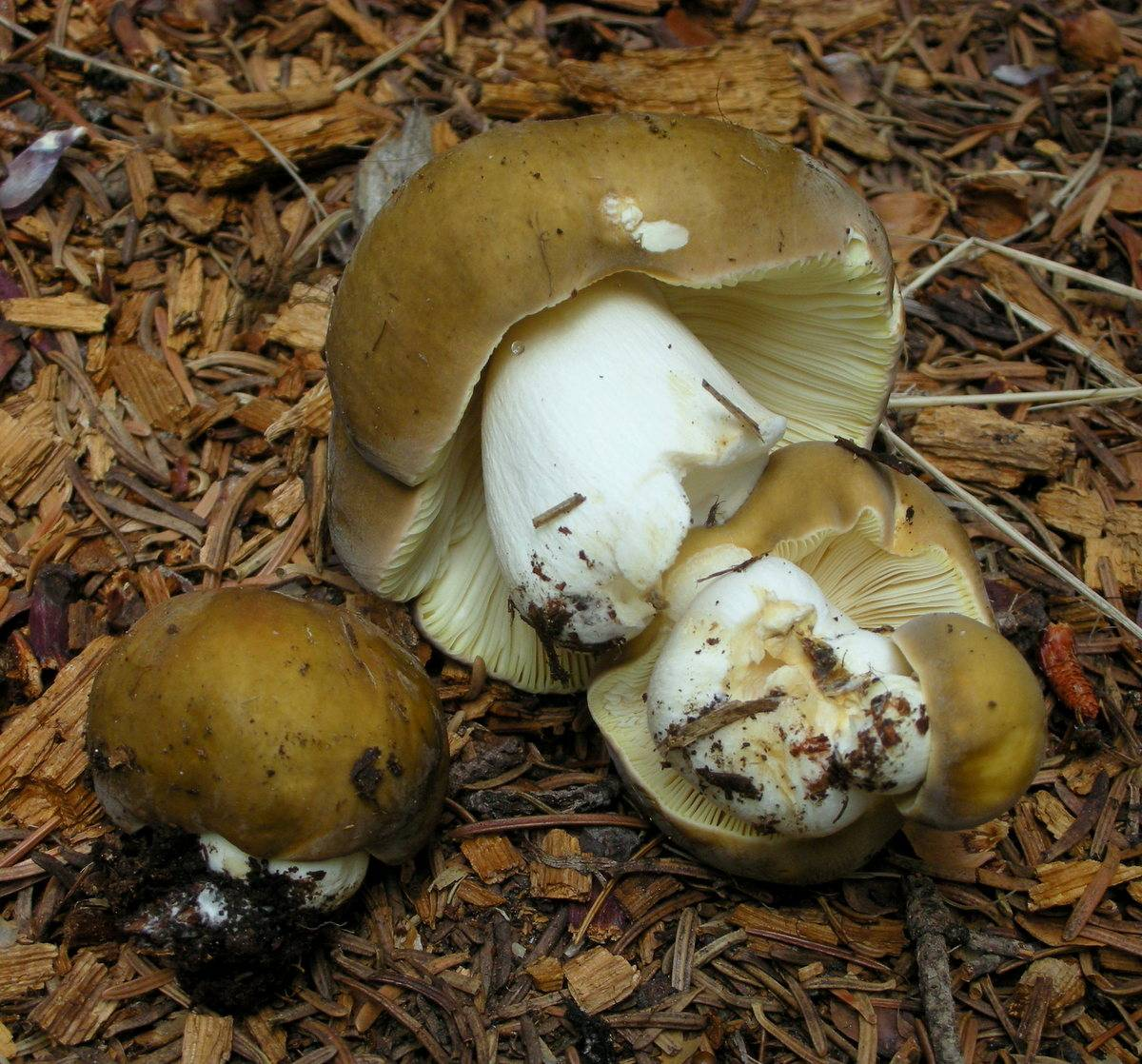
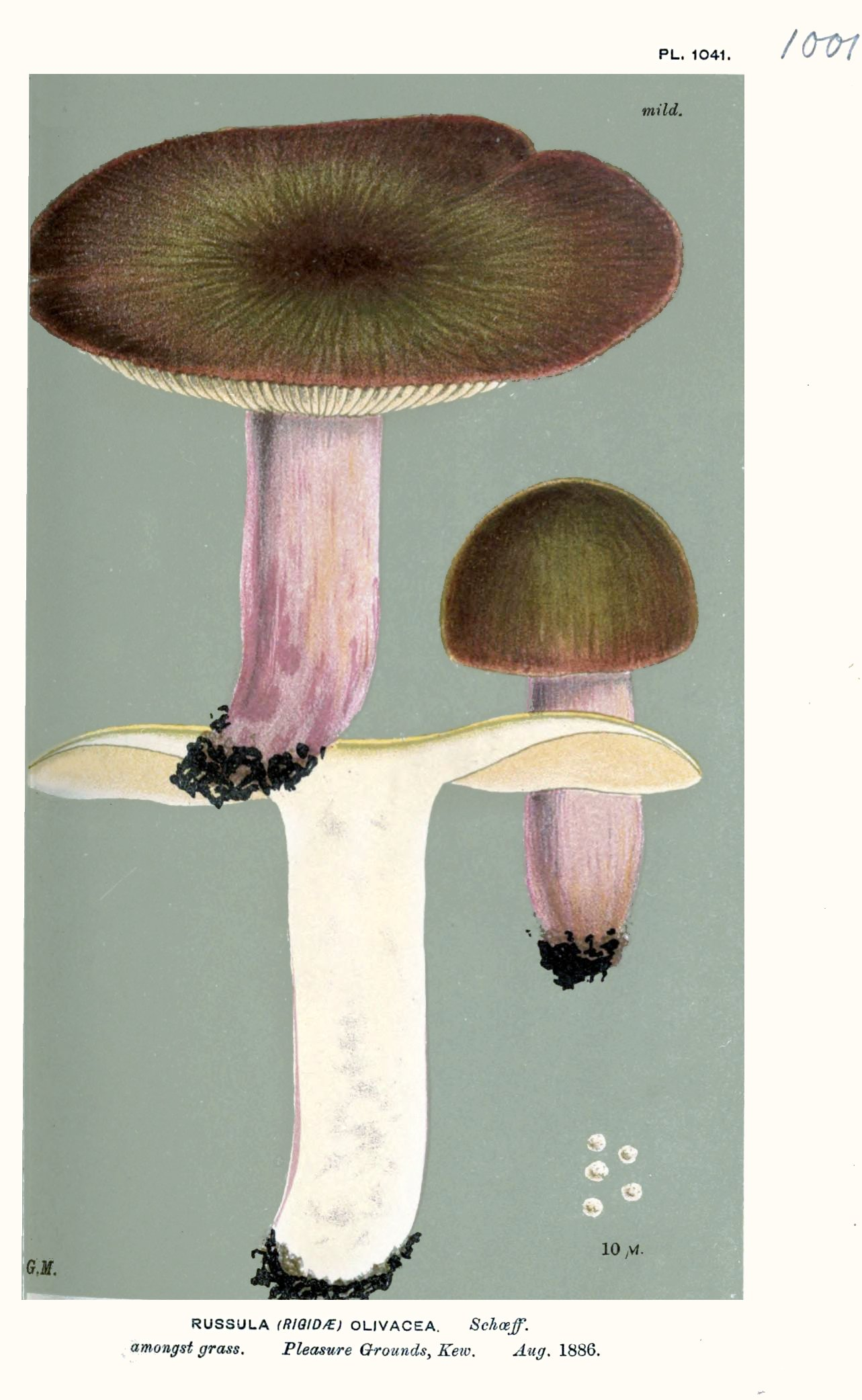